# Sarah Settgast

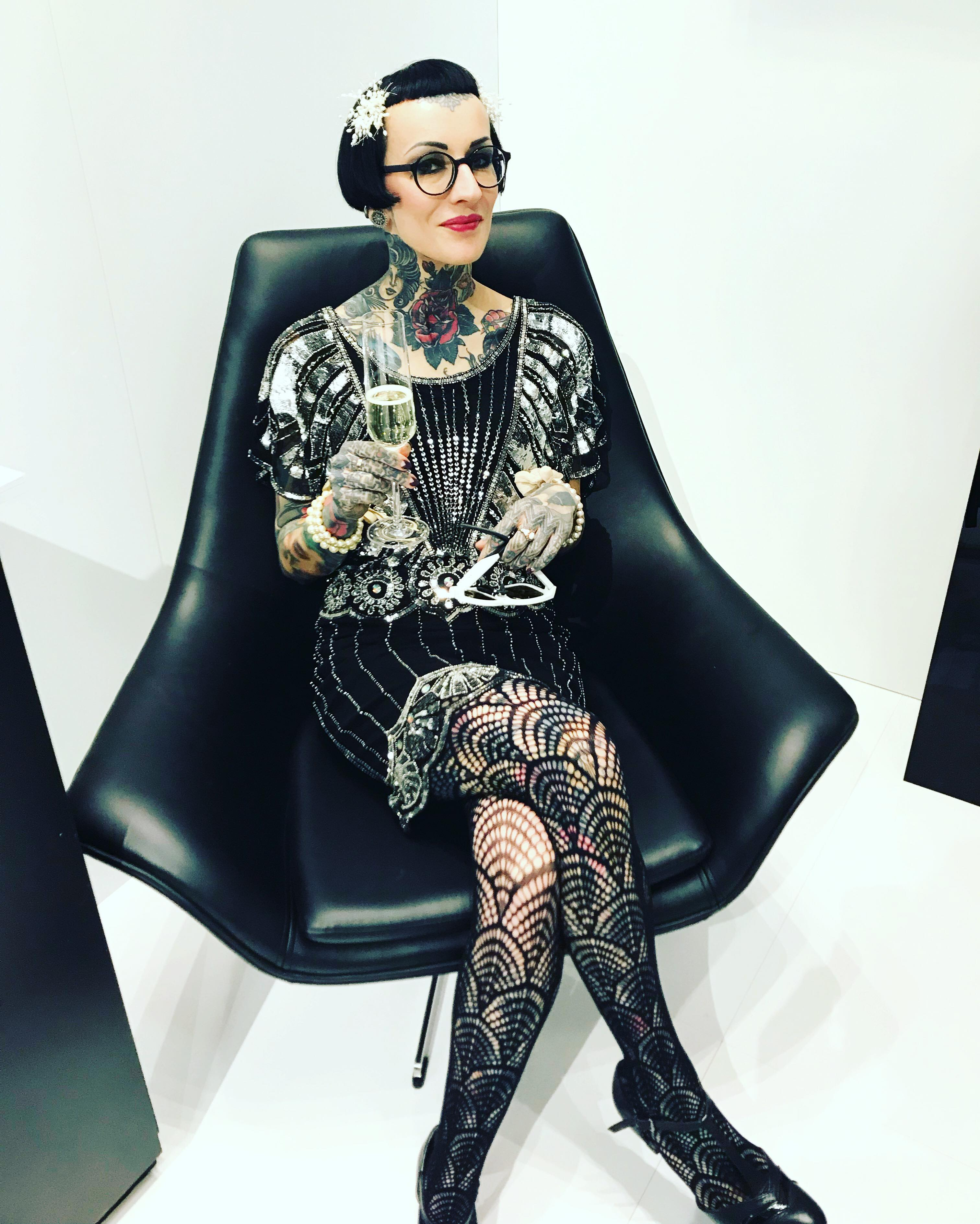
Sarah Settgast, 2017

Sarah Settgast (geboren 29. Juni 1984 in Kyritz) ist eine deutsche Brillendesignerin, Illustratorin, Autorin und Verlegerin.

## Leben
Gemeinsam mit ihrer Schwester Nora wuchs sie in der brandenburgischen Kleinstadt Kyritz auf. Im Jahr 2007 begann sie eine Ausbildung als Augenoptikerin in Berlin. Sie arbeitete ab 2009 als Brillendesignerin, seit 2019 ist sie als selbstständige Brillendesignerin tätig.
Parallel zu ihrer Arbeit als Brillendesignerin arbeitet Settgast seit 2015 als freie Illustratorin. 2017 veröffentlichte sie ihr erstes Kinderbuch, weitere folgten.
Im Jahr 2018 gründete Settgast gemeinsam mit Sven Slazenger den Verlag Deutsche Pappebuch Gesellschaft mit Sitz in Potsdam. Settgast ließ sich als selbstständige Bild- und Wortmarke beim DPMA registrieren.
2020 wurden ihre Bücher Das Mädchen und die kleine Wolke und Der Junge und die kleine Blume mit dem KIMI-Siegel ausgezeichnet.
2021 bekam sie für ihr Buch „Ich Vertraue Dir“ erneut das KIMI-Siegel.
Seit 2018 ist Settgast Botschafterin der Kinderhilfe e. V. Berlin. Sarah Settgast lebt mit ihren beiden Kindern in Berlin.

## Werke
- Das Mädchen und die kleine Wolke. Deutsche Pappebuch Gesellschaft, Potsdam 2017, ISBN 978-3-947979-01-1.
- Der Junge und die kleine Blume. Deutsche Pappebuch Gesellschaft, Potsdam 2018, ISBN 978-3-947979-00-4.
- Ich vertraue Dir! Deutsche Pappebuch Gesellschaft, Potsdam 2019, ISBN 978-3-947979-02-8.
- Das Wetter – The Weather. Deutsche Pappebuch Gesellschaft, Potsdam 2020, ISBN 978-3-947979-03-5.
- Rolfs Liedergeheimnisse – Rolf Zuckowski, Sarah Settgast, Audiopappe, Deutsche Pappebuch Gesellschaft, Potsdam 2021, ISBN 978-3-947979-06-6
- Das Buch der Freundschaft. Deutsche Pappebuch Gesellschaft, Potsdam 2022, ISBN 978-3-947979-08-0
- Ein Hulageist kommt selten allein – Anleitung zum Umgang mit Hulageistern, Deutsche Pappebuch Gesellschaft, Potsdam 2022, ISBN 978-3-947979-09-7
- Lotti hat den Durchblick, Deutsche Pappebuch Gesellschaft, IVKO, Potsdam 2022, ISBN 978-3-947979-10-3
- Sarah Settgast, Rolf Zuckowski: Rolfs Wintergeheimnisse, Audiopappe, Deutsche Pappebuch Gesellschaft, Potsdam 2022, ISBN 978-3-947979-11-0

## Radio- und Fernsehauftritte (Auswahl)
- 2005: Schloss Einstein
- 2012: Bambule (ZDFneo)
- 2014: Taff (ProSieben)
- 2015: Galileo (ProSieben)
- 2016: Anwälte im Einsatz (Sat.1)
- 2017: Sat.1-Frühstücksfernsehen
- 2018: Krömer and Friends (Radio Eins)
- 2019: Brandenburg aktuell, rbb[9]
- 2019: Promis Privat – Stimmungsschwankungen und Romanze (Sarah Settgast bei Rolf Scheider), Sat.1[10]
- 2020: „Corona ist vor allem wirtschaftlich ein Problem“, Stern[11]
- 2020: Shopping Queen Spezial – „Paradiesvögel“, VOX[12]
- 2020: Berlin – Schicksalsjahre einer Stadt: Das Jahr 2009, rbb[13]
- 2021: MDR um 4, Gäste zum Kaffee: Rolf Zuckowski und Sarah Settgast, MDR[14]
- 2022: RBB Fernsehen, Studio 3 – Live aus Babelsberg, Brillendesignerin und Autorin Sarah Settgast, rbb[15][16]
- 2022: MDR um 4, Kaffeegast : Sarah Settgast, Brillendesignerin, Illustratorin, Autorin, MDR[17][18]

## Ausstellungen
11.11.2023 – 05.01.2024: Wilhelm Busch – Deutsches Museum für Karikatur und Zeichenkunst